# 263工程
263工程（俄語：Объект 263）是一款蘇聯的自走炮。

## 發展歷史
263工程於1950年至1951年間由蘇聯坦克設計局（Особом конструкторском бюро танкостроения, ОКБТ） 提出，隨後交由位於列寧格勒的基洛夫工廠負責設計。基洛夫工廠提出了三個設計方案，並製做了一具全尺寸木製模型。然而，開發工作後來被終止。

## 概述
263工程使用IS-7重型戰車的底盤。130毫米主炮被安裝於一個有裝甲保護的艙室內。

### 武裝
263工程的主要武裝是一門130毫米S-70A加農炮。這門火炮是由蘇聯中央炮兵設計局（Центральном артиллерийском конструкторском бюро）設計的。射擊速率約為每分鐘1至1.5發不等，並可攜帶14發炮彈。

## 註記
1. 1 2 3  А. В. Карпенко, Тяжёлые самоходные артиллерийские установка, стр. 40